# Pseudohorus excavatus
Pseudohorus excavatus är en spindeldjursart som beskrevs av Beier 1955. Pseudohorus excavatus ingår i släktet Pseudohorus och familjen Olpiidae. Inga underarter finns listade i Catalogue of Life.